# Monte Api

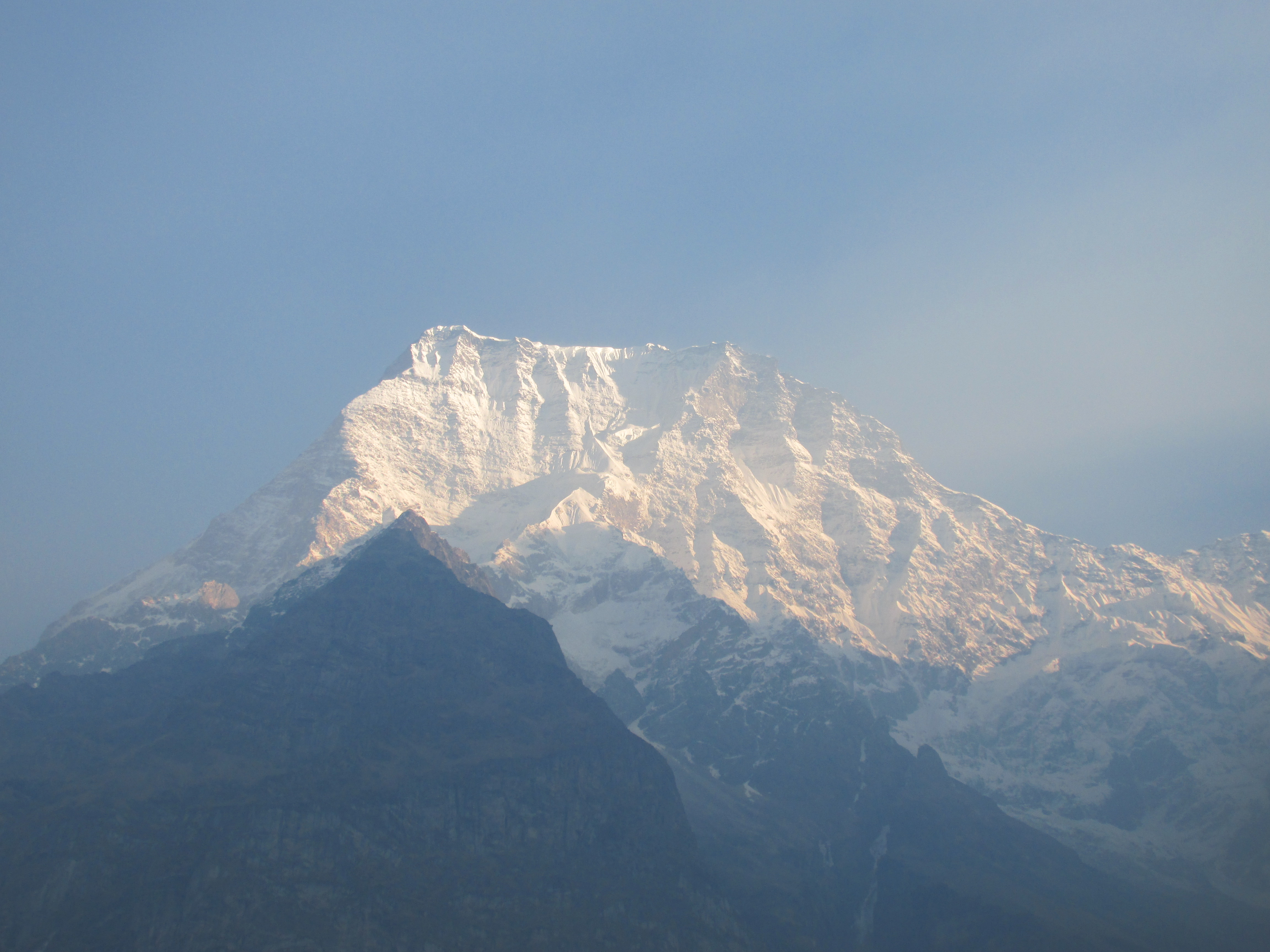
La cara sur del pico

El monte o pico Api, con una altitud de 7132 m, es el pico más alto de la sección Yoka Pahar de los Gurans Himal, parte de los Himalayas en el extremo noroeste de Nepal, en la provincia de Sudurpashchim, cerca de la frontera con el Tíbet. Es un pico poco conocido en una parte del Himalaya poco visitada, pero se eleva imponentemente sobre el terreno bajo circundante.[cita requerida] Con una prominencia de 2040 m, es un pico ultraprominente, el 7.º más prominente del país.

## Características notables
Aunque tiene poca altitud en relación con las principales montañas de Nepal, el monte Api es excepcional por su elevación sobre el terreno local; los valles que lo circundan son significativamente más bajos que los que rodean la mayoría de los picos más altos del Himalaya.
La cara sur del pico Api se eleva 3300 m por encima de su base.

## Historia de las escaladas
La región de Api fue visitada por occidentales en 1899, 1905 y 1936, pero el pico no se intentó hasta 1953 en una visita de W. H. Murray , un montañero escocés con John Tyson. Este intento fue infructuoso, al igual que otro, por parte de los italianos, en 1954, que ocasionó la muerte de dos de los miembros de la expedición.
El primer ascenso de Api ocurrió en 1960. La Sociedad Alpina de Doshisha de Japón completó con éxito la ruta de la cara Noroeste intentada por el grupo de 1954.
En 1980, una expedición de la Asociación de Montañismo del Ejército Británico intentó escalar el pico por la cara sur, llegando a unos pocos cientos de metros de la cima.
El 24 de diciembre de 1983, los escaladores polacos Tadeusz Piotrowski y Andrzej Bieluń realizaron la primera ascensión invernal. Bieluń había alcanzado la cima primero solo, pero no regresó al campamento.
El Índice del Himalaya enumera tres ascensos más del pico, en 1978, 1996 y 2001.